# Acrolophus manticodes
Acrolophus manticodes är en fjärilsart som beskrevs av Edward Meyrick 1919. Acrolophus manticodes ingår i släktet Acrolophus och familjen Acrolophidae. Inga underarter finns listade i Catalogue of Life.